# Nannophlebia alexia
Nannophlebia alexia is een libellensoort uit de familie van de korenbouten (Libellulidae), onderorde echte libellen (Anisoptera).
De wetenschappelijke naam Nannophlebia alexia is voor het eerst geldig gepubliceerd in 1933 door Lieftinck.